# Jean Groeniger
Jean Ernst Groeniger (* 6. März 1888 in Bad Hersfeld; † 18. Juni 1946 in Witzenhausen) war ein deutscher Landrat und Abgeordneter des Provinziallandtages der preußischen Provinz Hessen-Nassau.

## Leben
Jean Groeniger war der Sohn des Kaufmanns Peter Georg Groeniger und dessen Ehefrau Anna Katharina Reith. Als Lehrer war er politisch aktiv, trat der SPD bei und war von 1919 an Mitglied der Gemeindevertretung von Niedervellmar. Im Kreistag Witzenhausen wurde er 1925 Vorsitzender der SPD-Fraktion. Am 18. Juli 1928 erhielt er den Auftrag zur kommissarischen Wahrnehmung der Verwaltungsleitung des Landkreises Witzenhausen. Ab dem 4. Dezember 1928 war Groeniger definitiv Landrat. In den Jahren 1930 bis 1932 hatte er einen Sitz im Kurhessischen Kommunallandtag des Regierungsbezirks Kassel, aus dessen Mitte er zum Abgeordneten des Provinziallandtages der Provinz Hessen-Nassau bestimmt wurde. Zum 31. August 1932 wurde er als Lehrer in den einstweiligen Ruhestand versetzt und im Jahr darauf aus dem Dienst entlassen. Am 2. April 1933 wurde er verhaftet, in „Schutzhaft“ genommen und nach seiner Entlassung aus Witzenhausen ausgewiesen. Er zog zu Verwandten nach Berlin, wo er erneut verhaftet und ins Gefängnis Spandau verbracht wurde. Hier zog er sich ein schweres Herzleiden zu, kehrte nach Kassel zurück und verdiente sich seinen Lebensunterhalt mit Tätigkeiten als Handelsvertreter und Versicherungsagent.